# Skatteunddragelse
Skatteunddragelse eller skattesvig er en form for økonomisk kriminalitet der omfatter ulovlige arrangementer, hvor skattepligt skjules eller ignoreres, dvs. skatteyderen betaler mindre skat, end vedkommende retligt er forpligtet til at betale, ved at skjule indkomst eller oplysninger for skattemyndighederne. Skatteunddragelse straffes i Danmark med bøde eller fængselsstraf.

## EU
Den europæiske integrationsproces har ført til en tættere integration af alle medlemsstaternes økonomier med store mængder grænseoverskridende transaktioner og mindskelse af omkostninger og risici i forbindelse med grænseoverskridende transaktioner. Denne proces har skabt store fordele for de europæiske borgere og virksomheder, men har også skabt yderligere udfordringer for de nationale skatteadministrationer med hensyn til samarbejde og udveksling af oplysninger.
Erfaringerne har vist, at medlemsstaterne kun kan håndtere disse udfordringer effektivt, hvis de arbejder sammen inden for en ramme, der er vedtaget på EU-niveau. Problemerne kan ikke løses ensidigt. I et indre marked i en globaliseret økonomi kan de nationale uoverensstemmelser og huller alt for let udnyttes af dem, der søger at undgå beskatning. Derfor er der siden 2005 i EU som standard gennemført automatisk udveksling af oplysninger for indtægter fra opsparing. EU’s lovgivning stiller krav om gennemsigtighed, informationsudveksling og administrativt samarbejde, og tilbyder koordinerede tiltag, som medlemsstaterne anbefales at tage (f.eks. vedrørende aggressiv skatteplanlægning og skattely), samt landespecifikke henstillinger om at styrke bekæmpelsen af skattesvig.

## USA
I USA har man i 2010 indført "FATCA" (Foreign Account Tax Compliance Act), der indebærer at alle amerikanske statsborgere som arbejder i udlandet skal udfylde en amerikansk selvangivelse og udlevere bankoplysninger til det amerikanske skattevæsen. Det er et vigtigt led i bekæmpelsen af skatteunddragelse.

## Danmark
Skattesvig er strafbart efter skattekontrollovens §13, stk. 1, der fastslår, at: Den, der med forsæt til at unddrage det offentlige skat, afgiver urigtige eller vildledende oplysninger til brug ved afgørelse af, om en person er undergivet skattepligt, eller til brug ved afgørelse af skatteansættelse eller skatteberegning, straffes for skattesvig med bøde eller fængsel indtil 1 år og 6 måneder, medmindre højere straf er forskyldt efter straffelovens § 289. På samme måde straffes medvirken til skattesvig, jf. straffelovens § 23.
Er forholdet særlig groft betegnes forholdet som "groft skattesvig" eller "skattesvig af særlig grov karakter", og er strafbart efter straffelovens §289, pkt. 1: Med fængsel indtil 8 år straffes den, som for derigennem at skaffe sig eller andre uberettiget vinding gør sig skyldig i overtrædelse af særlig grov karakter af skatte-, told-, afgifts- eller tilskudslovgivningen eller af § 289 a.
En stor del af det skattesvig, der finder sted i Danmark, er sort arbejde.[kilde mangler]

Problemstillingen illustreres af en pressemeddelelse fra Jyske Bank den 30. januar 2014. Anledningen er en TV-udsendelse fra DR Dokumentar,
| Citat | hvor én tidligere kunde i Jyske Bank, Schweiz og tre tidligere medarbejdere i Jyske Bank deltager anonymt og beskylder banken for at medvirke til skatteunddragelse i bankens afdelinger i Schweiz og Gibraltar. | Citat |
| [ 3 ] | |       |

## Afsløringer af HSBC's rolle i skatteunddragelse
I februar 2015 dokumenterede en række samarbejdende medier (herunder The Guardian og Politiken) , hvordan HSBCs schweiziske filial systematisk rådgav private banking-kunder udi skatteunddragelse. Dokumenterne var lækket til den franske stat i 2008, som udleverede oplysningerne til andre landes skattemyndigheder.  Det vakte en del diskussion i Danmark, at SKAT ikke havde benyttet lejligheden til at bede om oplysningerne, som kunne afsløre nogle af de danske skatteunddragere.